# Темешешть (Хунедоара)
Темешешть, Темешешті (рум. Tămășești) — село у повіті Хунедоара в Румунії. Входить до складу комуни Зам.
Село розташоване на відстані 332 км на північний захід від Бухареста, 36 км на північний захід від Деви, 120 км на південний захід від Клуж-Напоки, 101 км на схід від Тімішоари.

## Населення
За даними перепису населення 2002 року у селі проживали 84 особи, з них 83 особи (98,8%) румунів. Усі жителі села рідною мовою назвали румунську.